# 劉仁 (正德進士)
劉仁（1478年7月9日—16世紀），字廷惠，號之子，河南開封府鈞州人，明朝翰林。尚書刘宇之子。

## 生平
弘治十一年（1498年），劉仁舉河南鄉試六十六名，正德三年（1508年）會試第六十九名，殿試成進士，但沒有登上一甲，其父親於是賄賂劉瑾，內部批為庶吉士，一年後升為翰林院編修。正德五年（1510年）劉瑾伏誅，父親被科道官員彈劾被削職，他也遭罷黜為民。

## 家族
曾祖父劉綱，寧州知州贈通議大夫都察院右副都御史。祖父劉鼐，贈通議大夫都察院右副都御史。父親劉宇，榮禄大夫太子太傅兵部尚書。嫡母苗氏，封淑人；生母王氏。具庆下，兄儒（知县）、俸（锦衣卫指挥）、弟佳（监生）、保、傅。

## 引用
1. 1 2  《正德三年戊辰科進士登科錄》：劉仁 貫河南開封府鈞州民籍，國子生，治禮記，字廷惠，行三，年三十一，六月十一日生，曾祖綱 知州，贈通議大夫、都察院右副都御史 ，祖鼐 贈通議大夫，都察院右副都御史 ，父宇 榮祿大夫，太子太傅，兵部尚書 ，嫡母苗氏 封淑人 ，生母王氏，具慶下，兄儒 知縣俸錦衣衞指揮 ，弟佳 監生 、保，傅，娶馬氏。河南鄉試第六十六名，會試第六十九名。
2. ↑  同治《禹州志》·卷五·選舉表：進士……劉仁 字之子，呂柟榜，任翰林院編脩……舉人……劉仁 戊午科，登正德戊辰進士
3. ↑  《明武宗毅皇帝实录·卷之五十二》：（正德四年七月）庚申升翰林院检讨焦黄中、授庶吉士邵锐、黄芳、刘仁俱为编修，孙绍先为检讨，仍令吏部会内阁改定翰林院官额以闻。旧例，庶吉士读书及三年始授职，黄中与仁席父势，亟欲进取。故仁及锐芳一年遂有是命。黄中先已授检讨，至是复附批改升编修。绍先弘治十八年庶吉士，服阕，仍准读书，故预焉。
4. ↑  《明史·卷三百〇六·列傳第一百九十四》：劉宇，字至大，鈞州人。成化八年進士。……子仁應殿試，求一甲不得。厚賄瑾，內批授庶吉士，逾年遷編修。……逾年（正德五年）瑾誅，科道交章劾奏，（宇）削官致仕，子仁黜為民。